# Macé
Macé é uma comuna francesa na região administrativa da Normandia, no departamento Orne. Estende-se por uma área de 14,5 km². Em 2010 a comuna tinha 393 habitantes (densidade: 27,1 hab./km²).